# Aue-Oker-Kanal
Der Aue-Oker-Kanal ist ein rund sechs Kilometer langer Kanal im Norden Braunschweigs zwischen der Aue und der Oker, der im 19. Jahrhundert gestochen wurde und heute als Vorflut der Braunschweiger Kläranlage dient.

## Geographie und Bedeutung
Der Aue-Oker-Kanal beginnt nördlich des Mittellandkanals nahe der Kanalbrücke bei Kanalkilometer 212,645 und dient der Hochwasserentlastung der Aue. Als tief eingeschnittener Graben verläuft er am nördlichen Rand der Teichlandschaft in den Braunschweiger Rieselfeldern und ist Vorfluter des Braunschweiger Klärwerks Steinhof. In diesem Gebiet ist er mit Messtechnik zur Überwachung ausgestattet. Er kreuzt die B 214 und durchfließt die Naturschutzgebiete Braunschweiger Okeraue und Nördliche Okeraue. Vor seiner Mündung in die Oker befindet sich ein Bauwerk zur Regulierung des Einstaus in die Wiesen der Okeraue.

## Geschichte
Der Bau des Aue-Oker-Kanal während der Separation, um 1850, ist durch Hochwasserschutz begründet. Die Ortslagen Wendezelle und Wendeburg sollten durch Abfluss des überschüssigen Wassers in die Oker vor Überschwemmungen geschützt werden. Anfangs zweigte der Aue-Oker-Kanals südlich des heutigen Mittellandkanals im Schwarzen Bruch von der Aue ab und wurde mit einem Düker unter dem Mittellandkanal hindurch geleitet. Nach einigen Jahren versandete der Düker, ersetzend wurde ein Einlauf in den Mittellandkanal an der Abzweigung des Stichkanals Salzgitter gebaut. Der Beginn des Aue-Oker-Kanals an der Aue wurde nördlich des Mittellandkanals neu hergestellt.

Die Aue unterquerte den Mittellandkanal bis 1972 in einem zweirohrigen Betondüker bei Kanalkilometer 212,043, seitdem in einem zweirohrigen Stahldüker bei Kanalkilometer 212,013.

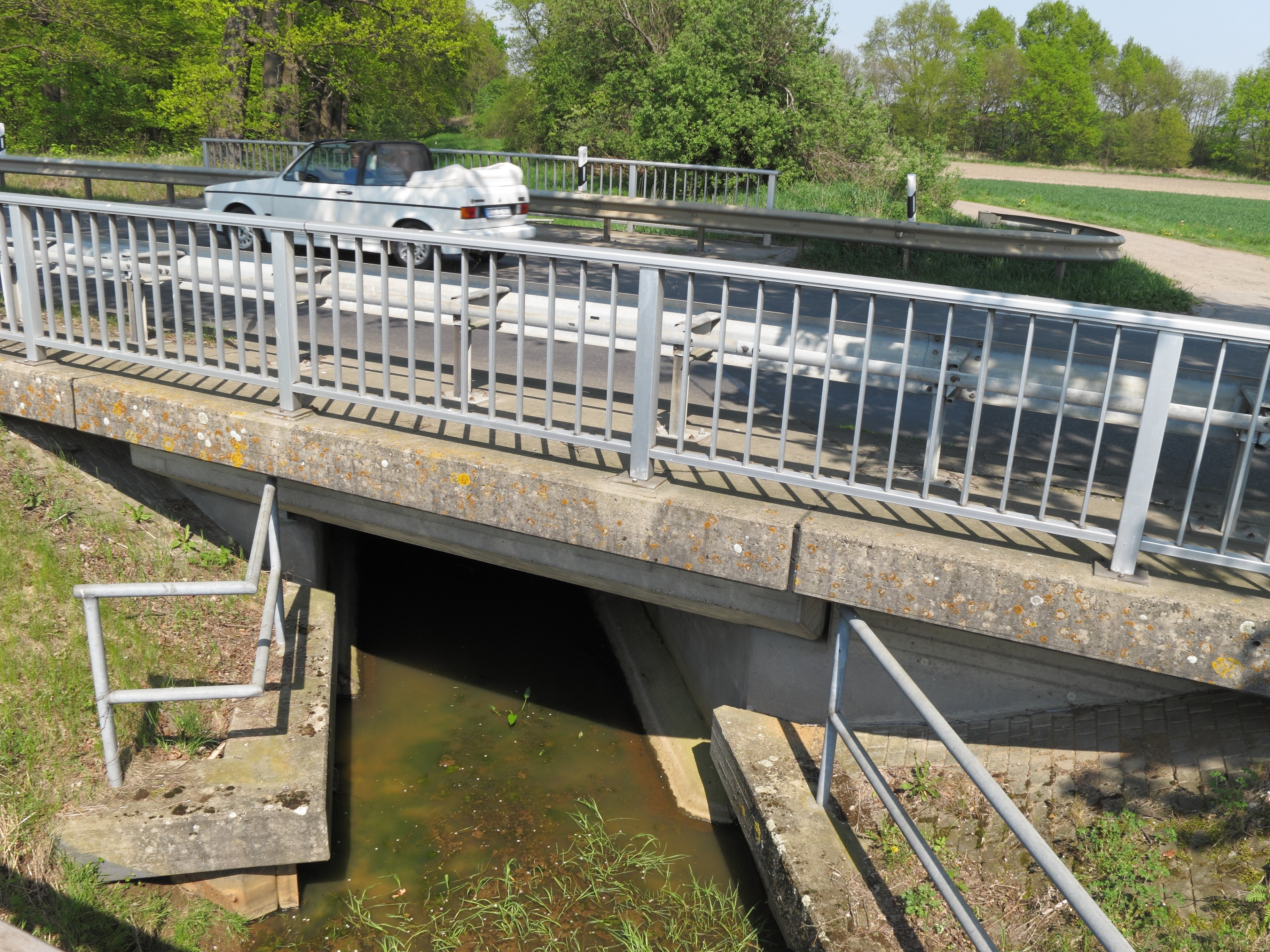
Aue-Oker-Kanal bei Wendeburg
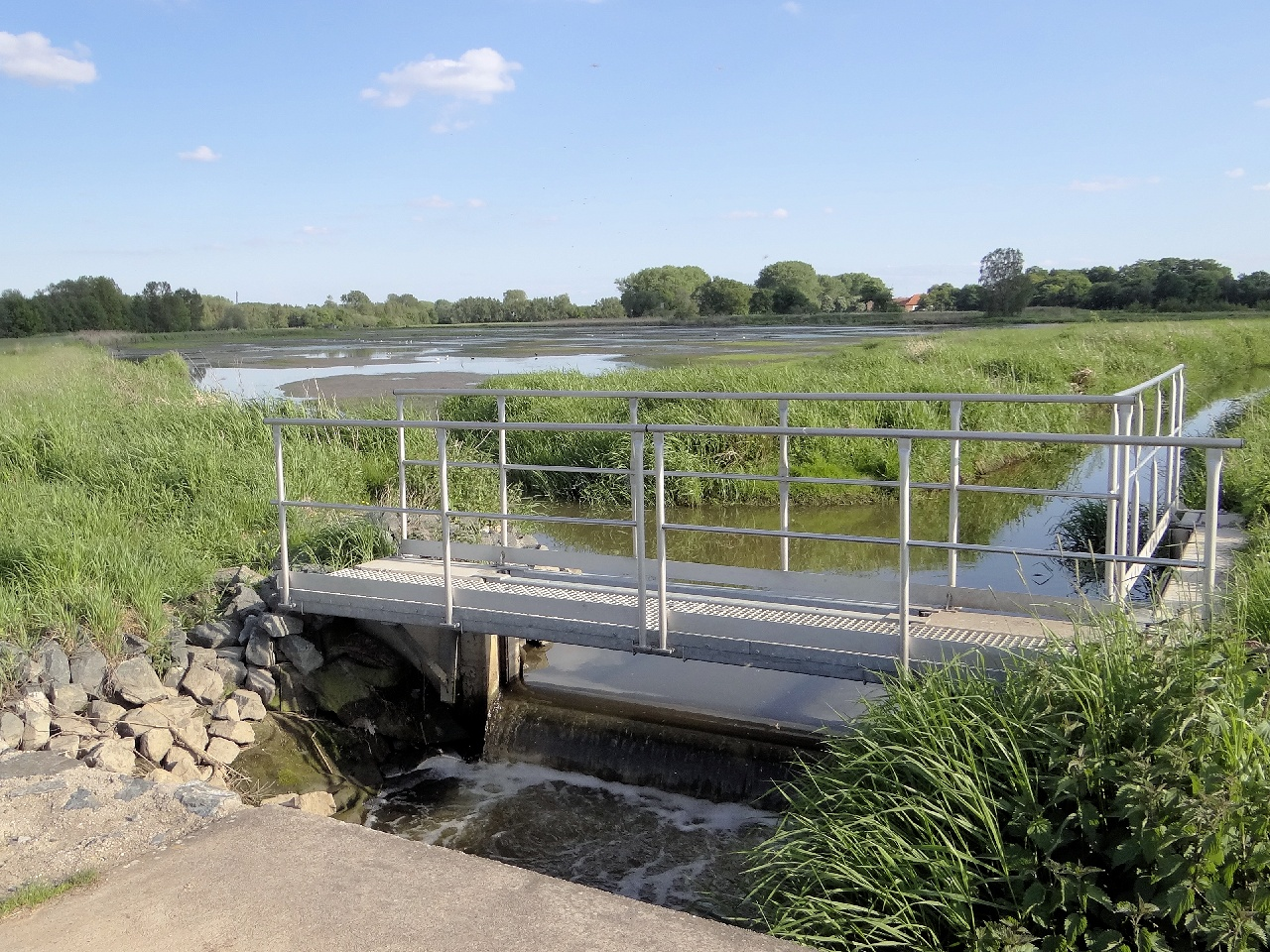
Im Auslaufbereich des Aue-Oker-Kanals wird das Wasser aufgestaut und eine Teichlandschaft bewässert (NABU-Gebiet).
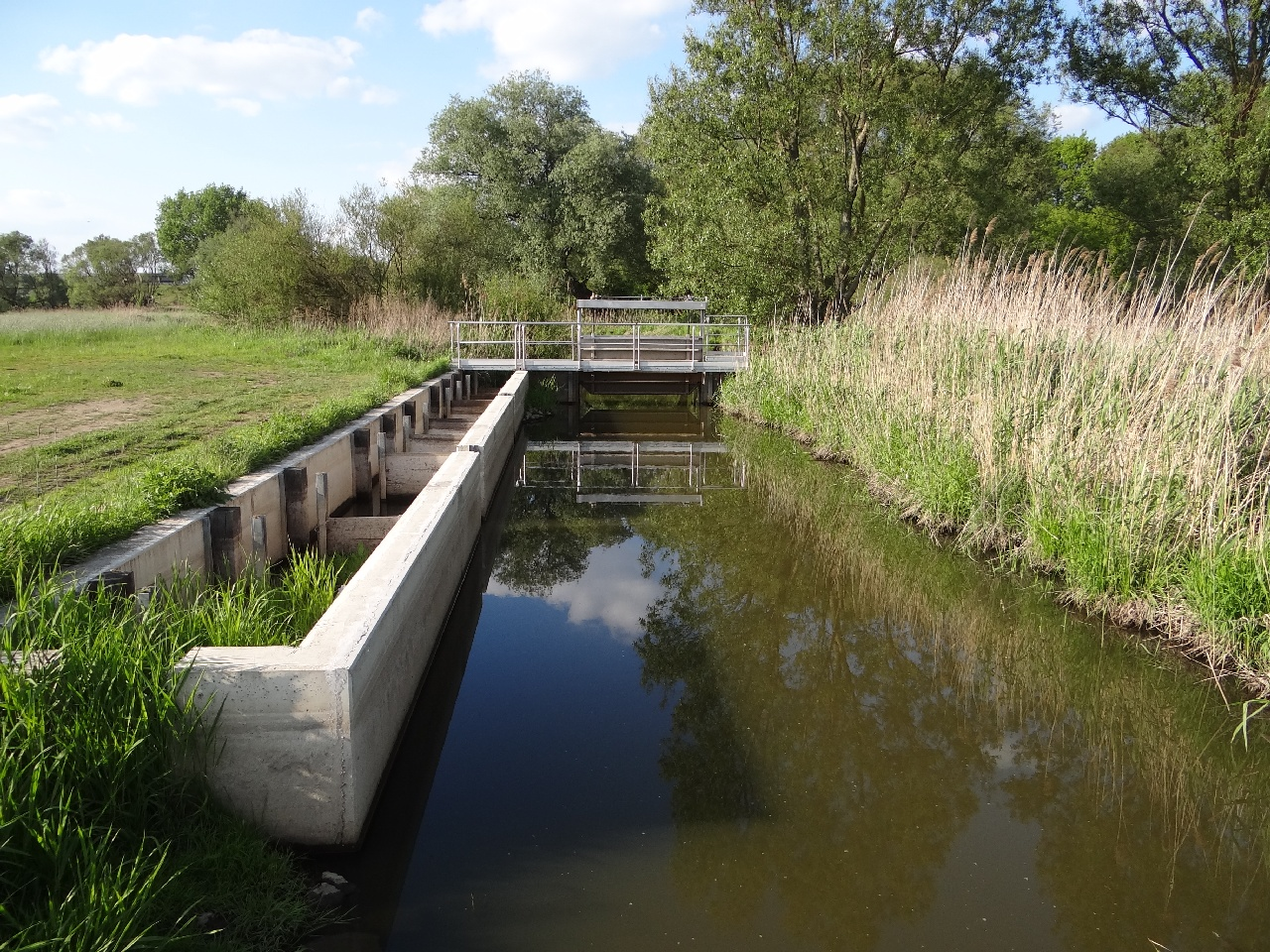
Auslaufbauwerk des Kanals in die Oker mit Hochwasserschutz